# 디애런 팍스
디애런 팍스(De'Aaron Fox, 본명: 디애런 마테즈 팍스, De'Aaron Martez Fox, 1997년 12월 20일 ~ )는 전미 농구 협회(NBA) 샌안토니오 스퍼스의 미국 프로 농구 선수이다. 2017년 NBA 드래프트에서 킹스에 의해 전체 5위에 선정되기 전까지 켄터키 와일드캣츠에서 대학 농구를 했다. "스외파"(Swipa)라는 별명을 가진 팍스는 2023년 첫 올스타 게임 및 올-NBA 팀에 선발되고, 올해의 클러치 선수상 첫 우승자로 선정되면서 브레이크아웃 시즌을 보냈다. 킹스는 2006년 이후 처음으로 포스트시즌에 진출했다.